# Chiesa di San Rocco (Barzana)
La chiesa di San Rocco, sede della parrocchiale di Barzana, in provincia e diocesi di Bergamo; fa parte del vicariato di Mapello-Ponte San Pietro.

## Storia
Non si conosce la data di edificazione della chiesa, dovrebbe risalire al Trecento con l'intitolazione a san Rocco come voto a protezione della peste che per più di un decennio decimava il territorio di Barzana. La chiesa era sussidiaria della parrocchia di Palazzago, edificata nel 1344. Inserita nel lascito testamentario del notaio Giovanni Violeni del 24 aprile 1402 come chiesa di San Rocco.
La chiesa intitolata a San Rocco, posta nella località di Barzana, ricevette la visita pastorale di san Carlo Borromeo arcivescovo di Milano il 7 ottobre 1575. Dalla relazione si evince che era sussidiaria della chiesa di San Giovanni Battista Palazzago. La relazione della visita di san Gregorio Barbarigo indica che vi era u solo sacerdote.
Nel 1666 la chiesa fu inserita nel “Sommario delle chiese di Bergamo”, elenco redatto dal cancelliere della curia vescovile Giovanni Giacomo Marenzi, indicata sempre con l'intitolazione a san Rocco e dipendente da Palazzago..
Il 23 luglio 1670 la Repubblica di Venezia nel nome dei rettori, autorizzò la costituzione della parrocchiale di Barzana, eretta poi il 5 settembre 1670 con il titolo di san Rocco dal vescovo di Bergamo Daniele Giustiniani  con il dismembramento delle parrocchie di  San Bartolomeo di Almenno e di San Giovanni Battista di Palazzago. Conseguente ridefinizione dei confini circoscrizionali con decreto del 21 maggio 1962 2 26 ottobre 1674. Documenti conservati presso l'archivio parrocchiale. Fu consacrata il 4 ottobre 19ì672 dal vescovo di Bergamo Daniele Giustiniani, nel documento risulta che la chiesa aveva tre altari e vi era la scuola del Santissimo Sacramento che gestiva l'altare maggiore, la scuola del Santissimo Rosario ne gestiva il secondo e vi era inoltra la confraternita omonima. La chiesa eera retta da un parroco e due sacerdoti coadiuvati da un cappellano; era inoltre inserita la sussidiaria oratorio di San Pietro in Vinculis.
La chiesa fu oggetto di una completa ricostruzione tra il 1557 e il 1658 per volontà dell'allora parroco don Giacomo Bargoglio. Solo il Settecento vide la costruzione del tetto a volta, il rifacimento della pavimentazione in cotto e la posa di due nuove acquasantiere. Fu inoltre posto un sepolcro per i sacerdoti nella zona presbiteriale. Durante lavori di ammodernamento del XX secolo con la formazione di un impianto di riscaldamento furono rinvenute ossa.
Ulteriori lavori di ammodernamento furono eseguiti nell'Ottocento per la posa di finestre e decorazioni in stucco.  Nella seconda metà del Novecento la chiesa presentava problemi di infiltrazioni fu quindi messo in atto un piano di restauro e manutenzione a opera di Sandro Angelini. Mentre la torre campanaria esta stata allungata su disegno di Luigi Angelini nel 1948.
Il vescovo Giulio Oggioni con decreto del 27 maggio 1979 inserì la chiesa di San Rocco nel vicariato locale di Mapello - Ponte San Pietro.

## Descrizione
La chiesa, preceduta da sagrato in sampietrini delimitato da paracarri in pietra, in stile neoclassico intonacata, è divisa su due ordini da una cornice marcapiano in pietra. L'ordine inferiore presenta centrale il portale in pietra e le lesene complete di zoccolatura in pietra che percorre poi tutto l'edificio. Due state sono poste lateralmente poste sopra alti basamenti. Nella parte superiore, di misure minori, proseguono quattro delle sei lesene coronate da semplici capitelli. Vi è una grande apertura rettangolare atta a illuminare l'aula. Le lesene reggono il timpano triangolare al cui interno vi è la scritta D.O.M. S. ROCCO.